# Eridacnis sinuans
Espèce
Statut de conservation UICN

 LC  : Préoccupation mineure
Répartition géographique
Eridacnis sinuans est une espèce de requins.
Ce requin vit dans l'ouest de l'océan Indien, de la Tanzanie à l'Afrique du Sud et de 180 à 480 m de fond. Il peut atteindre 40 cm de long.